# أوسكار دوارتي (لاعب كرة قدم)
أوسكار دوارتي (بالبرتغالية: Óscar Duarte‏) (5 ديسمبر 1950 ببرايا في الرأس الأخضر - ) هو مدرب كرة قدم ولاعب كرة قدم برتغالي في مركز الوسط. شارك مع منتخب البرتغال لكرة القدم. أما مع النوادي، فقد لعب مع إشتوريل برايا ونادي أكاديميكا كويمبرا ونادي بوافيشتا ونادي بورتو ونادي كوفيليا ونادي فارنزي.

## وصلات خارجية
- أوسكار دوارتي على موقع قاعدة بيانات كرة القدم.إي يو (الإنجليزية)
- أوسكار دوارتي على موقع ناشيونال فوتبول تيمز (الإنجليزية)